# FIFI Wild Cup
La FIFI Wild Cup est une compétition alternative à la Coupe du monde de football de la FIFA, supportée par la FIFI (Federation of International Football Independents). FIFI est composé de pays et d'équipes non reconnues par la FIFA, et dont notamment les équipements et la logistique les empêchent d'être représentés dans le football,,,,.

La FIFI Wild Cup est l'unique édition de cette compétition qui s'est déroulée à Hambourg du 29 mai au 3 juin 2006 et a vu la victoire de l'équipe de République turque de Chypre du Nord,,,.

## Histoire
La FIFI Wild Cup est une compétition qui a eu lieu dans la ville de Hambourg en Allemagne du 29 mai au 3 juin 2006,,.
Michael Meeske, l'un des directeurs du FC Sankt Pauli, a déclaré que 5 à 15 000 personnes étaient venues assister à chaque match. La finale aurait attiré 4 122 spectateurs.
La Coupe du monde de football de 2006 est jouée six jours après la FIFI Wild Cup.

### Stade
| Hambourg                              |
| Stade Millerntor                      |
| Capacité : 29,546                     |
| Stade Millerntor - Tribune officielle |

### Sponsor
Le restaurant rapide Burger King de Reeperbahn organise les repas des six équipes pendant la durée du tournoi.

### Équipes participantes
- Groenland
- Chypre du Nord[17]
- Zanzibar
- Gibraltar
- Tibet[18],[19]
- République de St. Pauli (représenté par son club : FC Sankt Pauli)

## Tournoi

### Phase de groupes

#### Groupe A

##### Classements et résultats
| Place | Équipe                  | Pts | J | V | N | D | Buts + | Buts - | Diff. |
| ----- | ----------------------- | --- | - | - | - | - | ------ | ------ | ----- |
| 1er   | République de St. Pauli | 4   | 2 | 1 | 1 | 0 | 8      | 1      | +7    |
| 2e    | Gibraltar               | 4   | 2 | 1 | 1 | 0 | 6      | 1      | +5    |
| 3e    | Tibet                   | 0   | 2 | 0 | 0 | 2 | 0      | 12     | -12   |

| 29 mai 2006 | République de St. Pauli | 1 – 1 | Gibraltar        | Stade Millerntor Hambourg |  |
|             | Hakan Demirci 30e       |       | 68e Lee Casciaro |                           |  |
|             | (Rapport)               |       |                  |                           |  |

| 30 mai 2006 | République de St. Pauli                                                | 7 – 0 | Tibet | Stade Millerntor Hambourg |
|             | Abdul Yilmaz 2e 15e 55e 89e · Hakan Demirci 18e 70e · Dennis Daube 58e |       |       |                           |
|             | (Rapport)                                                              |       |       |                           |

| 31 mai 2006 | Gibraltar | 5 – 0 | Tibet | Stade Millerntor Hambourg |  |
|             |           |       |       |                           |  |
|             | (Rapport) |       |       |                           |  |

#### Groupe B

##### Classements et résultats
| Place | Équipe         | Pts | J | V | N | D | Buts + | Buts - | Diff. |
| ----- | -------------- | --- | - | - | - | - | ------ | ------ | ----- |
| 1er   | Chypre du Nord | 6   | 2 | 2 | 0 | 0 | 4      | 1      | +3    |
| 2e    | Zanzibar       | 3   | 2 | 1 | 0 | 1 | 5      | 5      | 0     |
| 3e    | Groenland      | 0   | 2 | 0 | 0 | 2 | 3      | 5      | -3    |

| 29 mai 2006 | Chypre du Nord   | 1 – 0 | Groenland | Stade Millerntor Hambourg |                          |
|             | Ali Oraloglu 55e |       |           | Arbitrage : Tobias Mayer  | Arbitrage : Tobias Mayer |
|             | (Rapport)        |       |           | Arbitrage : Tobias Mayer  | Arbitrage : Tobias Mayer |

| 30 mai 2006 | Chypre du Nord                                                         | 3 – 1 | Zanzibar       | Stade Millerntor Hambourg |                          |
|             | Agrey Morris 12e (csc) og · Derviş Kolcu 20e (pen.) · Çagan Cerkez 60e |       | 43e Salum Ussi | Arbitrage : Peter Postel  | Arbitrage : Peter Postel |
|             | (Rapport)                                                              |       |                | Arbitrage : Peter Postel  | Arbitrage : Peter Postel |

| 31 mai 2006 | Zanzibar                                      | 4 – 2 | Groenland                                 | Stade Millerntor Hambourg |  |
|             | Alek Mohammed 55e 88e · Abdallah Juma 59e 77e |       | 6e Anders Cortsen · 12e Kaassannquaq Zeeb |                           |  |
|             | (Rapport)                                     |       |                                           |                           |  |

### Phase à élimination directe

#### Tournoi final
|  | Demi-finales                      | Demi-finales                      |                |       | Finale                            | Finale                            |
|  | Demi-finales                      | Demi-finales                      |                |       | Finale                            | Finale                            |
|  |                                   |                                   |                |       |                                   |                                   |
|  | 1 juin, Stade Millerntor Hambourg | 1 juin, Stade Millerntor Hambourg |                |       | 3 juin, Stade Millerntor Hambourg | 3 juin, Stade Millerntor Hambourg |
|  | 1 juin, Stade Millerntor Hambourg | 1 juin, Stade Millerntor Hambourg |                |       | 3 juin, Stade Millerntor Hambourg | 3 juin, Stade Millerntor Hambourg |
|  | Chypre du Nord                    | 2                                 |                |       | 3 juin, Stade Millerntor Hambourg | 3 juin, Stade Millerntor Hambourg |
|  | Chypre du Nord                    | 2                                 |                |       | 3 juin, Stade Millerntor Hambourg | 3 juin, Stade Millerntor Hambourg |
|  | Gibraltar                         | 0                                 |                |       | 3 juin, Stade Millerntor Hambourg | 3 juin, Stade Millerntor Hambourg |
|  | Gibraltar                         | 0                                 | Chypre du Nord | 0 (4) |                                   |                                   |
|  | 1 juin, Stade Millerntor Hambourg |                                   | Chypre du Nord | 0 (4) |                                   |                                   |
|  |                                   | Zanzibar                          | 0 (1)          |       |                                   |                                   |
|  | Zanzibar                          | Zanzibar                          | 0 (1)          | 2     |                                   |                                   |
|  | Zanzibar                          |                                   |                | 2     |                                   |                                   |
|  | République de St. Pauli           | 1                                 |                |       |                                   |                                   |
|  | République de St. Pauli           | 1                                 | 3e place       |       |                                   |                                   |
|  |                                   |                                   |                |       |                                   |                                   |
|  | 3 juin, Stade Millerntor Hambourg |                                   |                |       |                                   |                                   |
|  |                                   |                                   |                |       |                                   |                                   |
|  | Gibraltar                         | 2                                 |                |       |                                   |                                   |
|  | Gibraltar                         | 2                                 |                |       |                                   |                                   |
|  | République de St. Pauli           | 1                                 |                |       |                                   |                                   |
|  | République de St. Pauli           | 1                                 |                |       |                                   |                                   |

##### Demi-finale
| 1er juin 2006 | Chypre du Nord                     | 2 – 0 | Gibraltar | Stade Millerntor Hambourg |                           |
|               | Ali Oraloglu 39e · Dylan 90e (csc) |       |           | Arbitrage : Markus Dahmas | Arbitrage : Markus Dahmas |
|               | (Rapport)                          |       |           | Arbitrage : Markus Dahmas | Arbitrage : Markus Dahmas |

| 1er juin 2006 | Zanzibar            | 2 – 1 | République de St. Pauli | Stade Millerntor Hambourg |  |
|               | Coaui Maise 10e 90e |       | 13e Sierra Mauni        |                           |  |
|               | (Rapport)           |       |                         |                           |  |

##### Match pour la troisième place
| 3 juin 2006 | Gibraltar | 2 – 1 | République de St. Pauli | Stade Millerntor Hambourg |  |
|             |           |       |                         |                           |  |
|             | (Rapport) |       |                         |                           |  |

##### Finale
| 3 juin 2006 | Chypre du Nord    | 0 – 0 | Zanzibar | Stade Millerntor Hambourg                      |
|             |                   |       |          | Spectateurs : 4,122 Arbitrage : Moritz Hermann |
|             | (Rapport)         |       |          |                                                |
|             | Tirs au but 4 - 1 |       |          |                                                |

## Statistiques, classements et buteurs

### Classement des buteurs
| 4 buts - Abdul Yilmaz 3 buts - Hakan Demirci 2 buts - Coaui Maise - Alek Mohammed - Abdallah Juma - Ali Oraloglu | 1 but - Dennis Daube - Sierra Mauni - Lee Casciaro - Salum Ussi - Derviş Kolcu - Çagan Cerkez - Kaassannquaq Zeeb - Anders Cortsen 1 but contre son camp (csc) - Agrey Morris - Dylan |

### Classement final
| No | Équipe                  | J | V | N | D | BM | BE | DB  | Pts |
| -- | ----------------------- | - | - | - | - | -- | -- | --- | --- |
| 1  | Chypre du Nord          | 4 | 3 | 1 | 0 | 6  | 1  | +5  | 10  |
| 2  | Zanzibar                | 4 | 2 | 1 | 1 | 7  | 6  | +1  | 7   |
| 3  | Gibraltar               | 4 | 2 | 1 | 1 | 8  | 4  | +4  | 7   |
| 4  | République de St. Pauli | 5 | 1 | 1 | 2 | 10 | 5  | +5  | 4   |
| 5  | Groenland               | 2 | 0 | 0 | 2 | 2  | 5  | -3  | 0   |
| 6  | Tibet                   | 2 | 0 | 0 | 2 | 0  | 12 | -12 | 0   |